# Melanagromyza acaciae
Melanagromyza acaciae är en tvåvingeart som beskrevs av Spencer 1963. Melanagromyza acaciae ingår i släktet Melanagromyza och familjen minerarflugor.
Artens utbredningsområde är Tanzania. Inga underarter finns listade i Catalogue of Life.